# Lophodermium richeae
Lophodermium richeae är en svampart som beskrevs av Petr. 1954. Lophodermium richeae ingår i släktet Lophodermium och familjen Rhytismataceae.   Inga underarter finns listade i Catalogue of Life.